# Barok

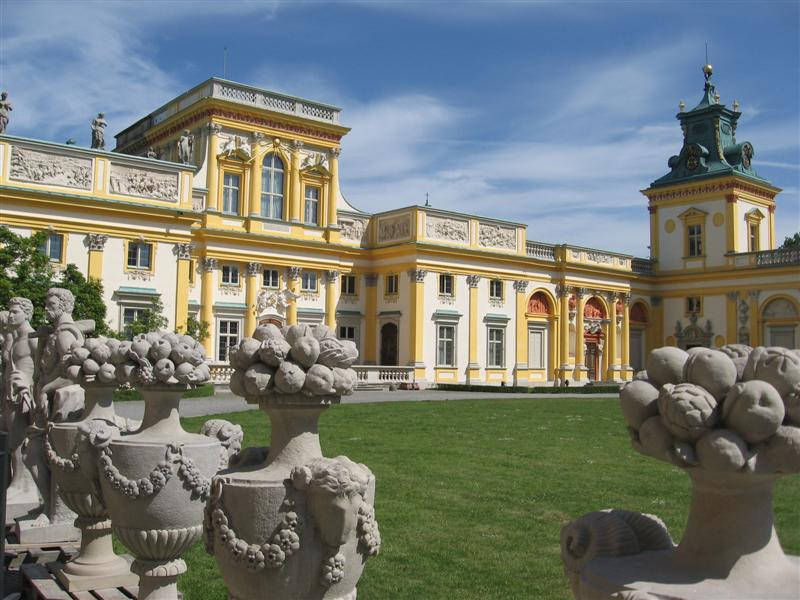
Pałac w Wilanowie

Barok (prawdopodobnie z port. barroco – perła o nieregularnym kształcie, z wł. – dziwność, nietypowość) – główny kierunek w kulturze europejskiej, którego trwanie datuje się od końca XVI wieku do XVIII wieku. Nieoficjalny styl Kościoła katolickiego czasów potrydenckich, stąd pojawiające się jeszcze w połowie XX wieku zamienne określenia: „sztuka jezuicka” czy „sztuka kontrreformacyjna”. W odróżnieniu od humanizmu antropocentrycznego doby renesansu, barok reprezentował teocentryczny mistycyzm. W znaczeniu węższym, barok to jeden z nurtów literackich XVII wieku, koegzystujący z klasycyzmem i manieryzmem; od niego XX-wieczni badacze wyprowadzili jednak nazwę dla całej epoki.

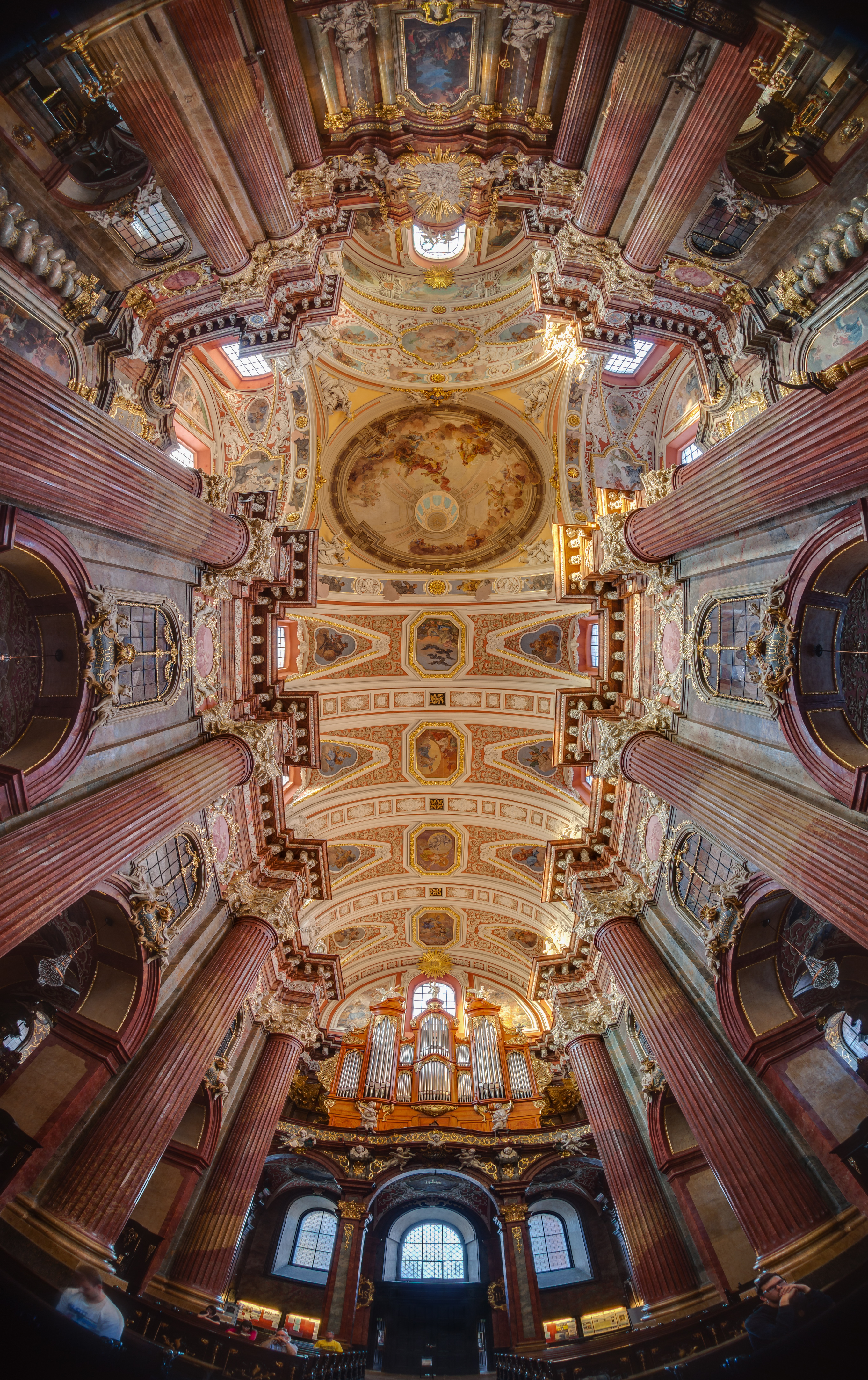
Fara poznańska

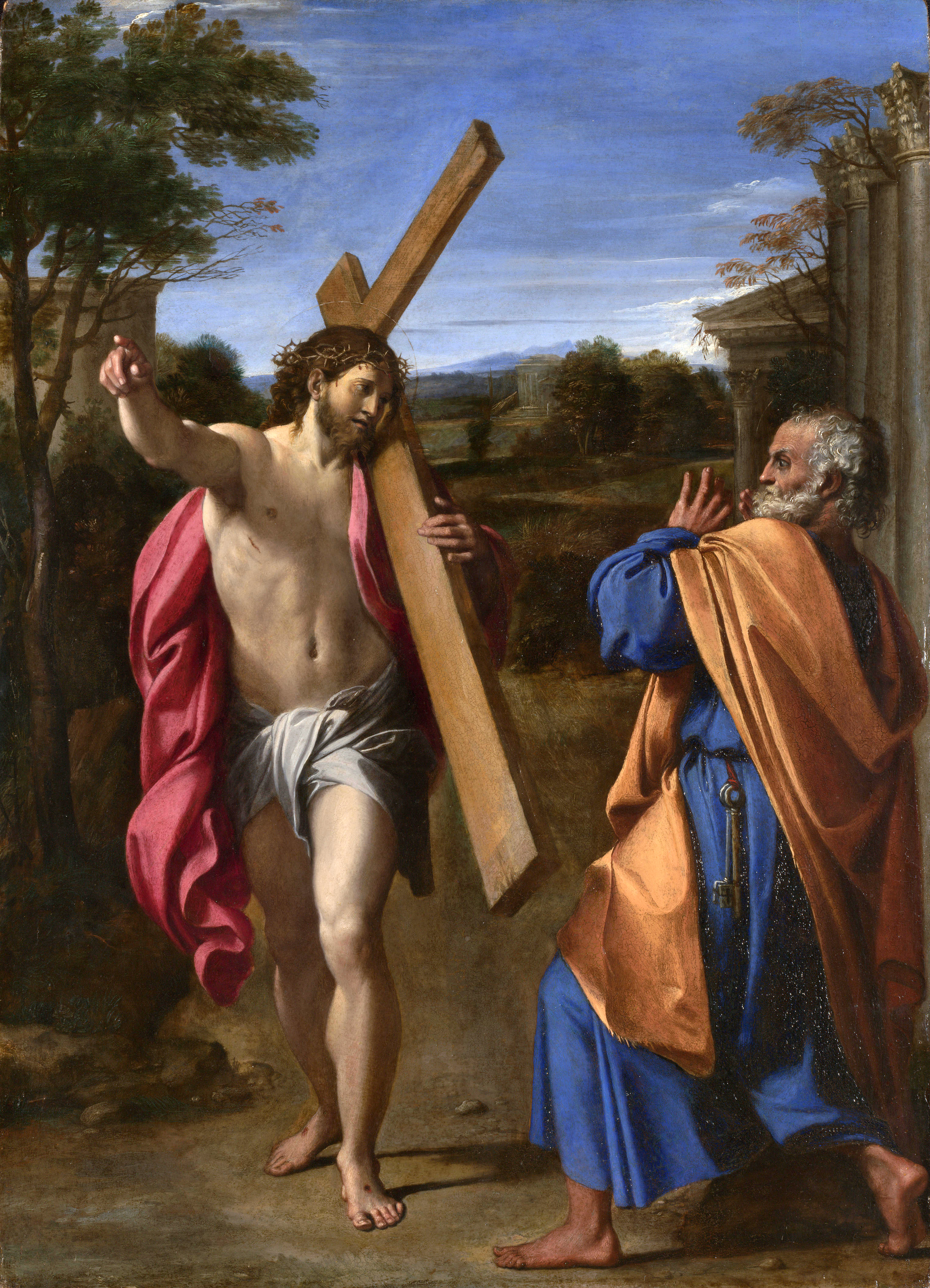
Annibale Carracci, Domine, quo vadis

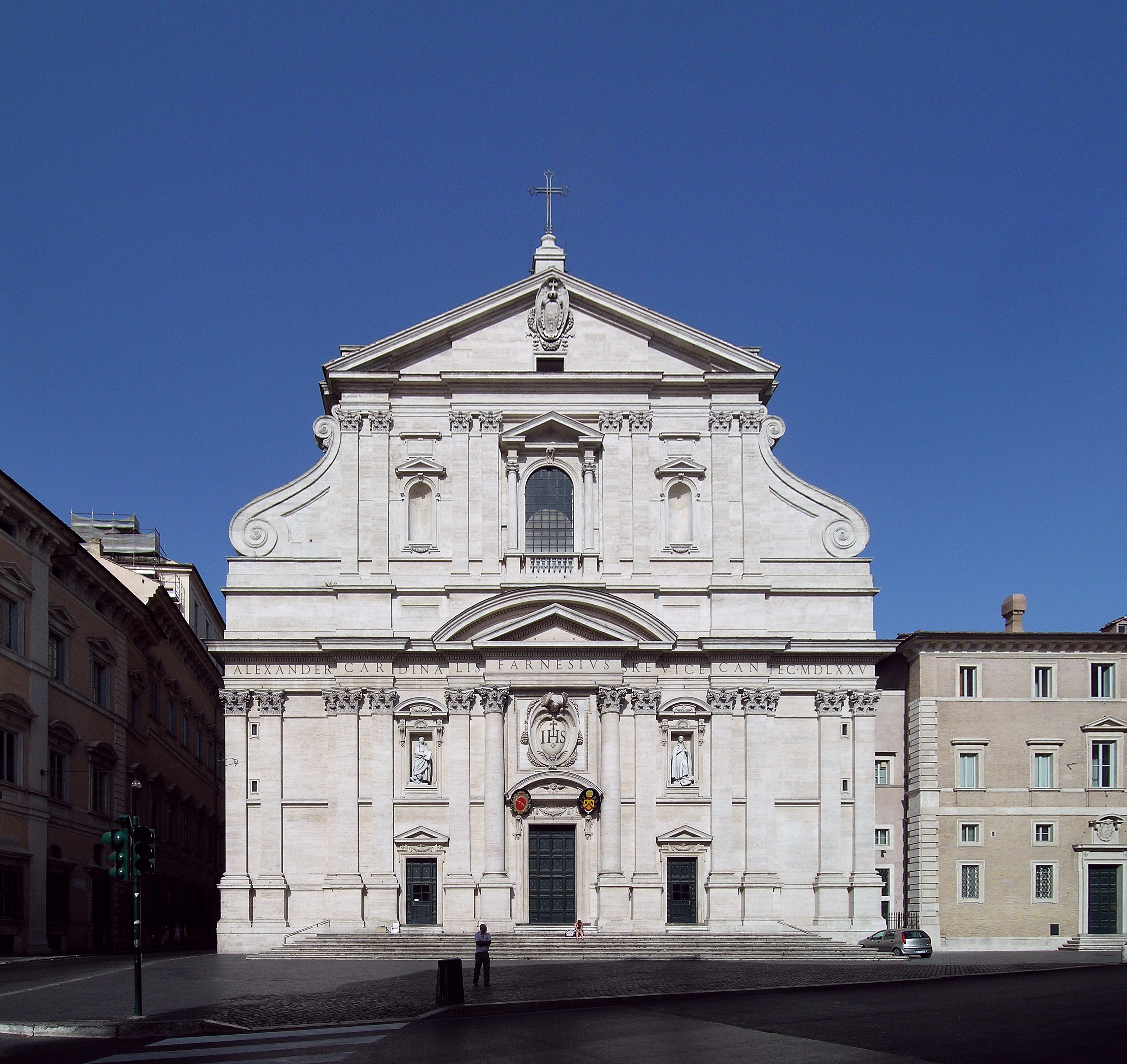
Kościół Il Gesù w Rzymie

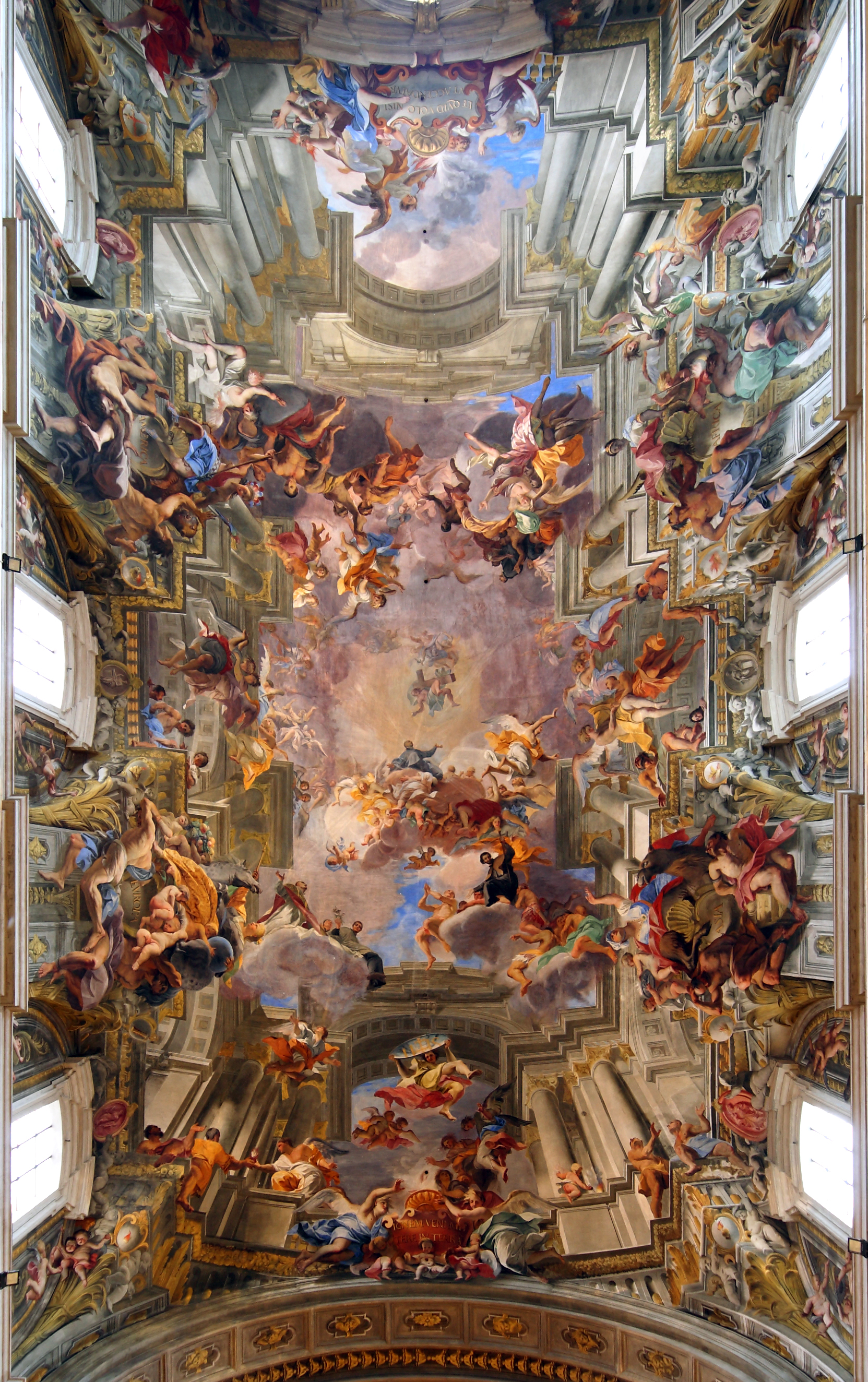
Andrea Pozzo, Apoteoza św. Ignacego

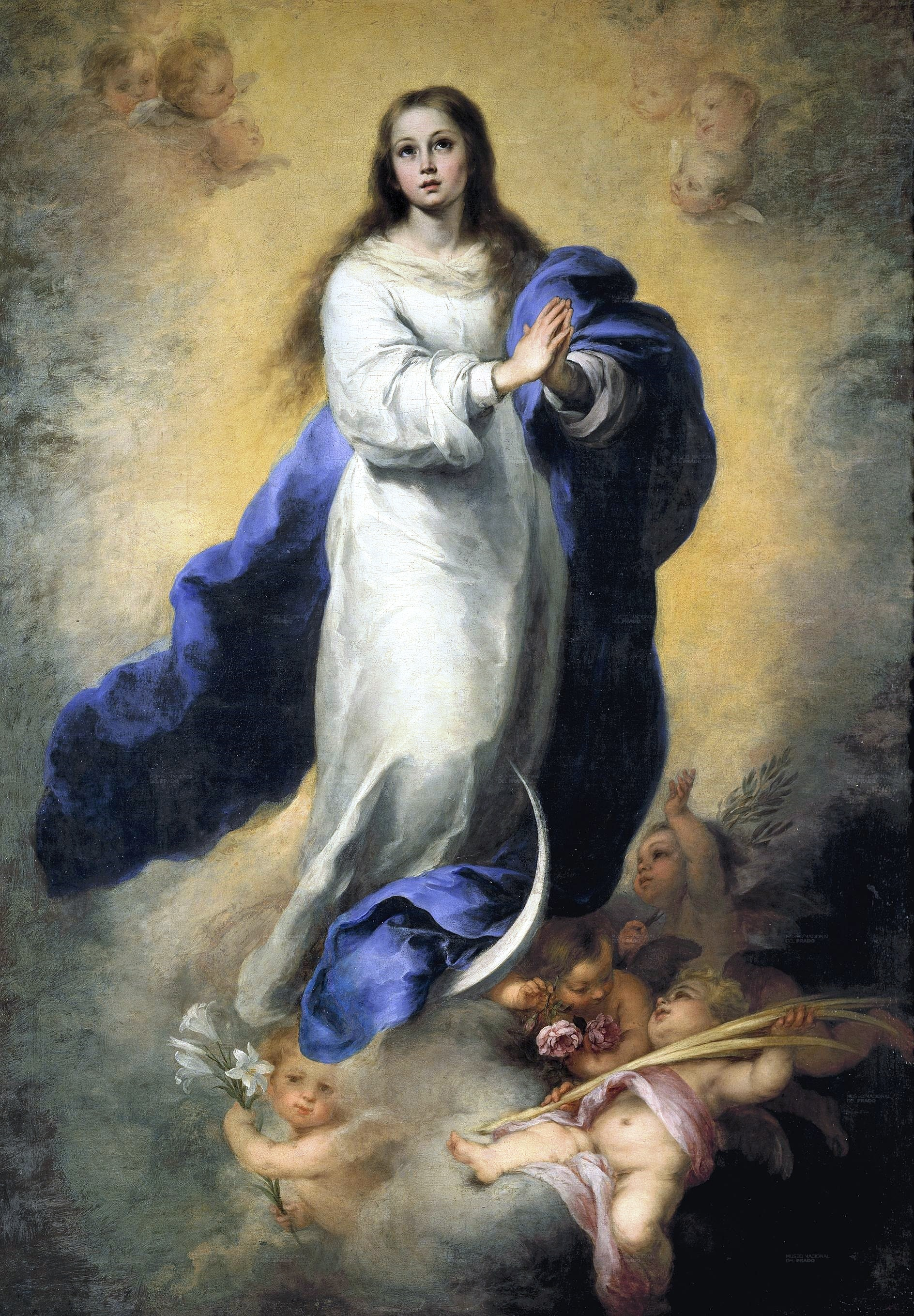
Bartolomé Esteban Murillo, Immaculata

Barok obejmował wszystkie przejawy działalności literackiej i artystycznej. U jego podstaw leżało twórcze przekształcenie renesansowego klasycyzmu w dążeniu do uzyskania maksymalnego oddziaływania na odbiorcę. Barok jest pojęciem bogatszym od manieryzmu, przede wszystkim, dlatego że konotuje nie tylko sam styl, ale jak dowodzą niektórzy badacze również procesy historyczne, spory filozoficzne i teologiczne oraz nastroje społeczne. Bogaty w zdobnictwo, pomysłowe rozwiązania i symbolikę styl architektoniczny, malarski i literacki baroku z założenia opierał się na ignacjańskiej zasadzie applicatio sensuum, polegającej na wykorzystaniu ludzkiej zmysłowości i erotyki do przekazania treści religijnych (stąd figury świętych w ekstazie czy wyrazy oblubieńczych uczuć, skierowanych do Chrystusa).
W epoce tej wykształciły się dwa zasadnicze nurty myślowe, które legły u podstaw oświecenia: racjonalizm, który zakładał, że mądrość uzyskać można jedynie dzięki potędze rozumu, oraz empiryzm, którego z kolei założeniem było poznawanie świata dzięki zmysłom i doświadczeniu. W literaturze barokowej swoistymi nurtami stały się z jednej strony poezja libertyńska, tzw. nurt „światowych rozkoszy” (Jan Andrzej Morsztyn), z drugiej natomiast – poezja ascetyczna, mistyczna, religijna (Sebastian Grabowiecki). Centrum rozwoju polskiej liryki barokowej była świadoma kontynuacja wzorów powziętych z Jana Kochanowskiego, podjęta przez takich twórców jak Piotr Kochanowski, Samuel Twardowski, Wespazjan Kochowski i Wacław Potocki. Rozwijała się również poezja nowołacińska (Maciej Kazimierz Sarbiewski), a także moralistyka (Stanisław Herakliusz Lubomirski, Andrzej Maksymilian Fredro).

## Wiadomości ogólne

### Termin
Termin „barok”, którego geneza jest wciąż niewyjaśniona, najprawdopodobniej pochodzi od portugalskiego barroco, które oznacza perłę o nieregularnym kształcie. W takim znaczeniu po raz pierwszy użył go przyrodnik Garcia de Orta. Istnieje także teoria, jakoby termin ten wywodził się z nazwy niepoprawnego sylogizmu, i wskazywał pierwotnie na dziwactwa formalne jako najbardziej charakterystyczną cechę sztuki barokowej.
Początkowo sporadycznie używana nazwa „barok” była terminem o charakterze pejoratywnym. W XVIII wieku tak nazywano wszelkie odstępstwa od normy (m.in. nowych tendencji w rzeźbie Michała Anioła i Rafaela Santiego), jakie pojawiały się w sztuce XVI–XVII wieku. Myśl epoki oświecenia, która jako pierwsza zbudowała mocny fundament ukształtowanej później krytyki literackiej, nie uznawała działalności artystów barokowych za przejaw nowej epoki. Barok utożsamiany ze złym gustem i zacofaniem nie zasługiwał nawet na miano osobnego nurtu; rozpatrywano go jedynie jako przykład zepsucia smaku w odniesieniu do renesansu. Opinia, którą wypracowała myśl oświeceniowa, utrwaliła się na długi czas, aż do końca XIX wieku, zwłaszcza w dziedzinie literatury. Przykładem może być dzieło Jacoba Burckhardta Der Cicerone (1855), które wprost nazywa barok „zwyrodniałą formą renesansu”.
Należne miejsce sztuce baroku przywróciły dopiero badania XX-wieczne. Pionierami w pojmowaniu baroku jako osobnego, w pełni wartościowego stylu w dziejach kultury europejskiej byli dwaj niemieccy literaturoznawcy: Heinrich Wölfflin i Fritz Strich. Niedługo potem Benedetto Croce ustanowił barok autonomiczną epoką. W historii literatury polskiej do ok. lat 90. powszechnie stosowaną nazwą tej epoki była „literatura XVII wieku”. Roman Pollak postulował, aby epokę nazwać mianem „seicentyzmu”.

### Tło kulturowe i historyczne
W epoce baroku najpotężniejszymi państwami Europy były: najludniejsze na kontynencie Królestwo Francji (Ludwik XIV) oraz posiadająca kolonie na całym świecie Hiszpania Habsburgów (Filip II). Do najbogatszych obszarów należały: rozdrobniona Italia, podzielone Niderlandy oraz Czechy. Autorytety papieża oraz cesarza rzymskiego odgrywały istotną rolę w polityce prowadzonej przez ówczesnych władców. Kolonialną ekspansję rozpoczęły m.in.: Holandia, Anglia, Francja i Rosja, morską potęgą pozostawała Portugalia. Był to również okres świetności Rzeczypospolitej oraz Szwecji. Największym konfliktem epoki była wojna trzydziestoletnia pomiędzy katolikami z Habsburgami na czele z protestantami i Francją. Powstały także koalicje chrześcijańskie, które pokonały Imperium osmańskie w bitwie pod Lepanto (1571) i w bitwie pod Wiedniem (1683). W epoce baroku ustabilizował się na kontynencie europejskim podział religijny pomiędzy papiestwo (większa część) oraz kościoły powstałe w okresie reformacji (głównie na północy). Pogłębiły się różnice między katolikami a prawosławnymi (patriarchowie Moskwy) oraz muzułmanami (Imperium osmańskie), ale też doszło do szeregu unii kościołów wschodnich z Rzymem.
Badacz literatury staropolskiej Janusz Pelc tak opisuje czasy, jakie przypadły na rozwój baroku:

Była to epoka wzrastającej nietolerancji wyznaniowej i dramatycznych prób ochrony tolerancji, epoka stosów, na których katoliccy i niekatoliccy inkwizytorzy palili heretyków, myślicieli pragnących zgłębić tajemnice wszechświata, oraz epoka ciągłych narodzin przeróżnych herezji, epoka powstania wielu wybitnych teorii naukowych, wielu znakomitych dzieł literatury i sztuki, epoka triumfu różnego typu dogmatów (...). Była to epoka straszliwych wojen, wyniszczających dorobek ludzkości i ludzkość samą i epoka budowania wielkich dzieł architektury, tworzenia nowożytnych, scentralizowanych organizmów państwowych, instytucji społecznych; rozdrabniania i łączenia.

Wielką rolę w formacji duchowej i intelektualnej baroku odegrali jezuici, którzy etyką posłuszeństwa względem autorytetów kościelnych starali się uchronić wiernych przed protestantyzmem. Szkoła jezuicka „wypracowała sobie gotowe już recepty przeciw chorobom tych czasów i według nich wsączała drobnymi dawkami odtrutki w krew swoich wychowanków” – jednak w opinii niektórych historyków, ujemną stroną tak zarysowanej misji Towarzystwa Jezusowego było „wypaczenie zmysłu estetycznego oraz niezdolność do samodzielnego myślenia”.

## Cechy charakterystyczne sztuki baroku
Barok, zarówno w warstwie światopoglądowej, jak i estetycznej, nie był bezpośrednim zaprzeczeniem zdobyczy Odrodzenia. Zaburzenie zasady renesansowej harmonii dla harmonii pojętej jako synteza przeciwieństw oraz wprowadzenie efektownego ruchu wynikało z innowacyjnego przetworzenia tradycji humanistycznej. Barok nie trzymał się niewolniczo klasycznych reguł, ale wykorzystywał poszczególne elementy zgodnie z zasadami psychologii, tak aby wywołać pożądany efekt. Dużą rolę odgrywała kreatywność (koncept), synteza różnych dziedzin sztuki i wykorzystanie wiedzy, np. o zasadach perspektywy (trompe l’oeil).
Jednym z głównych teoretyków barokowego języka, a zwłaszcza konceptyzmu, był Baltasar Gracián. W jego ujęciu „prawda im jest trudniejsza, tym przyjemniejsza, a poznanie, które wiele kosztuje, jest wyżej cenione”. Gracián uznawał sztukę za „uzupełnienie natury”, ponieważ dzięki erudycji i wysublimowaniu danego dzieła można poszerzyć, upiększyć, a nawet naprawić to, co przyrodzone, natomiast zaistnienie książki, obrazu czy utworu muzycznego jest pokrewne Boskiemu aktowi stwórczemu. Wedle tej koncepcji, pierwszą i podstawową powinnością literatury byłoby zdumiewanie wirtuozerią formy oraz precyzją języka. Trzy pojęcia stały się dla niej konstytutywne:
- concepto (koncept) odpowiadał związkowi między słowem a przedmiotem[12],
- ingenio (pomysłowość), czyli zręczność formułowania wypowiedzi[12],
- agudeza (ostrość) pokrewna angielskiemu wit (dowcip) tłumaczona była zwykle jako „ciętość umysłu”. Jest to kategoria całkowicie obca tradycji antycznej[13].

U progu epoki baroku nową koncepcję retoryki przedstawił Petrus Ramus. Na ogół polegała ona na przekształceniu klasycznego rozkładu mowy zgodnie z aktualnymi koncepcjami filozoficznymi. Ramus zauważył, że dispositio, czyli rozplanowanie materiału, jest identyczne z logicznym tokiem myślenia. Dlatego wcielił tę część w całości do logiki. Z kolei poziom inventio rozumiał jako sprawne posługiwanie się toposami.

## Tło filozoficzne i naukowe epoki baroku
W myśli filozoficznej epoki baroku ogromną rolę zaczęła odgrywać erudycja, rozumiana – za sprawą Justusa Lipsiusa – za nową, nieoficjalną gałąź sztuki.
W epoce baroku powszechnym uznaniem cieszyła się nadal tradycyjna myśl chrześcijańska, wzbogacona o idee kontrreformacyjne, reformacyjne i neostoicyzm Justusa Lipsiusa. Na skutek ruchów reformatorskich w Kościele, rozwoju edukacji, starannego kształcenia duchownych, misji ludowych i polemik religijnych, jej znajomość w społeczeństwie stała się głębsza niż w poprzednich epokach. Tradycyjna myśl dawała spójny obraz świata i konkretne zasady postępowania w codziennym życiu, tak aby osiągnąć zbawienie.
Rozwijała się edukacja, prowadzona głównie przez zakony. Dominującą rolę zyskali jezuici. Liczne szkoły prowadzili również pijarzy i teatyni. Ożywioną działalność prowadził Jan Chrzciciel de la Salle. Obok uniwersytetów zaczęły powstawać towarzystwa naukowe (Académie Française, The Royal Society).
Istniała również filozofia elitarna, którą kształtowały wybitne indywidualności. Blaise Pascal przedstawiał człowieka jako trzcinę najwątlejszą w przyrodzie, ale trzcinę myślącą i dowodził, że opłaca się wierzyć w Boga (zakład Pascala). Dla panteisty Barucha Spinozy wszystko było częścią Boga. Dominikanin Tommaso Campanella, czterokrotnie oskarżany o herezję włoski filozof, teolog i poeta, doradca kardynała A.J. de Richelieu, przedstawił w swoim traktacie La città del Sole (1602, wydanie polskie pod tytułami Państwo Słońca, 1954, i Miasto Słońca, 1955), napisanym w formie dialogu filozoficzno-politycznego, utopijną koncepcję państwa idealnego kierowanego przez uczonych. Pierwotnie traktat autor napisał w języku włoskim, ale w roku 1613 dokonał przekładu na łacinę i ta wersja została wydana w 1623 roku pod tytułem Civitas solis poetica. Idea reipublicae philosophicae. Z kolei Gottfried Wilhelm Leibniz, ostatni człowiek, który wiedział wszystko, uważał, że żyjemy na najlepszym ze światów, który składa się z niezależnych od siebie monad. Kartezjusz wyodrębnił w człowieku 4 płaszczyzny: umysł, intelekt, duch i rozum. Uważał, że Bóg jest substancją przenikającą wszystko, posiada najwyższy rozum, jest mądrością i mocą.
Wielki rywal Leibniza, Isaac Newton, oddzielił zdecydowanie nauki ścisłe (zajmujące się materią) od filozofii (badającej świat duchowy). Francis Bacon i Galileusz określili reguły nowoczesnej, empirycznej metody naukowej.
W dziedzinie metafizyki Arnold Geulincx i Nicolas Malebranche stworzyli kierunek zwany okazjonalizmem, a Francisco Suarez zapoczątkował nową odmianę scholastyki, opartą na pojęciu singuliariów.
W baroku rozkwitła myśl pedagogiczna. Jej najwybitniejszymi przedstawicielami byli François Fénelon, Jan Ámos Komenský (mieszkający przez wiele lat w Lesznie) i Charles Rollin. Wiele cennych spostrzeżeń psychologicznych zawierają z kolei Charaktery Jeana de La Bruyère’a. Współcześnie zauważa się, że sporą rolę w rozwoju pedagogiki, psychologii, antropologii, a nawet nauk społecznych za pomocą obserwacji uczestniczącej miały tzw. penitencjały, czyli podręczniki dla spowiedników, pisane przez doświadczonych penitencjarzy zakonnych.
W baroku żywa była także refleksja nad państwem. Wspomniany Jacques-Bénigne Bossuet i François Fénelon spierali się w sprawie jego ustroju. Pierwszy z nich uzasadniał absolutyzm, a drugi potępiał go w dziele Przygody Telemacha. Zasady absolutyzmu wyłożył również jeden z jego największych praktyków – kardynał Richelieu. W dziedzinie myśli politycznej, moralnej i psychologicznej wielką sławę zyskali Diego de Saavedra Fajardo i Polak Andrzej Maksymilian Fredro. Z kolei Hugo Grocjusz wyróżnił i opisał trzy rodzaje prawa: naturalne, stanowione oraz międzynarodowe; jego myśl rozwinął Samuel von Pufendorf. Thomas Hobbes sądził z kolei, że naturalnym stanem jest wojna wszystkich przeciw wszystkim i aby jej zaradzić, ludzie zawierają umowę społeczną, na mocy której powstaje władza.
W czasach baroku pojawiły się również pierwsze zwiastuny oświecenia. Kartezjusz dał początek racjonalizmowi (Cogito ergo sum), a John Locke – empiryzmowi (Tabula rasa). Za ojca libertynizmu uważa się Pierre’a Gassendiego.
Duży wpływ na rozprzestrzenianie się idei filozoficznych miała prasa, która pojawiła się w epoce baroku. Największe znaczenie zyskała francuska „La Gazette”, wydawana od 1631.

### Nauki przyrodnicze

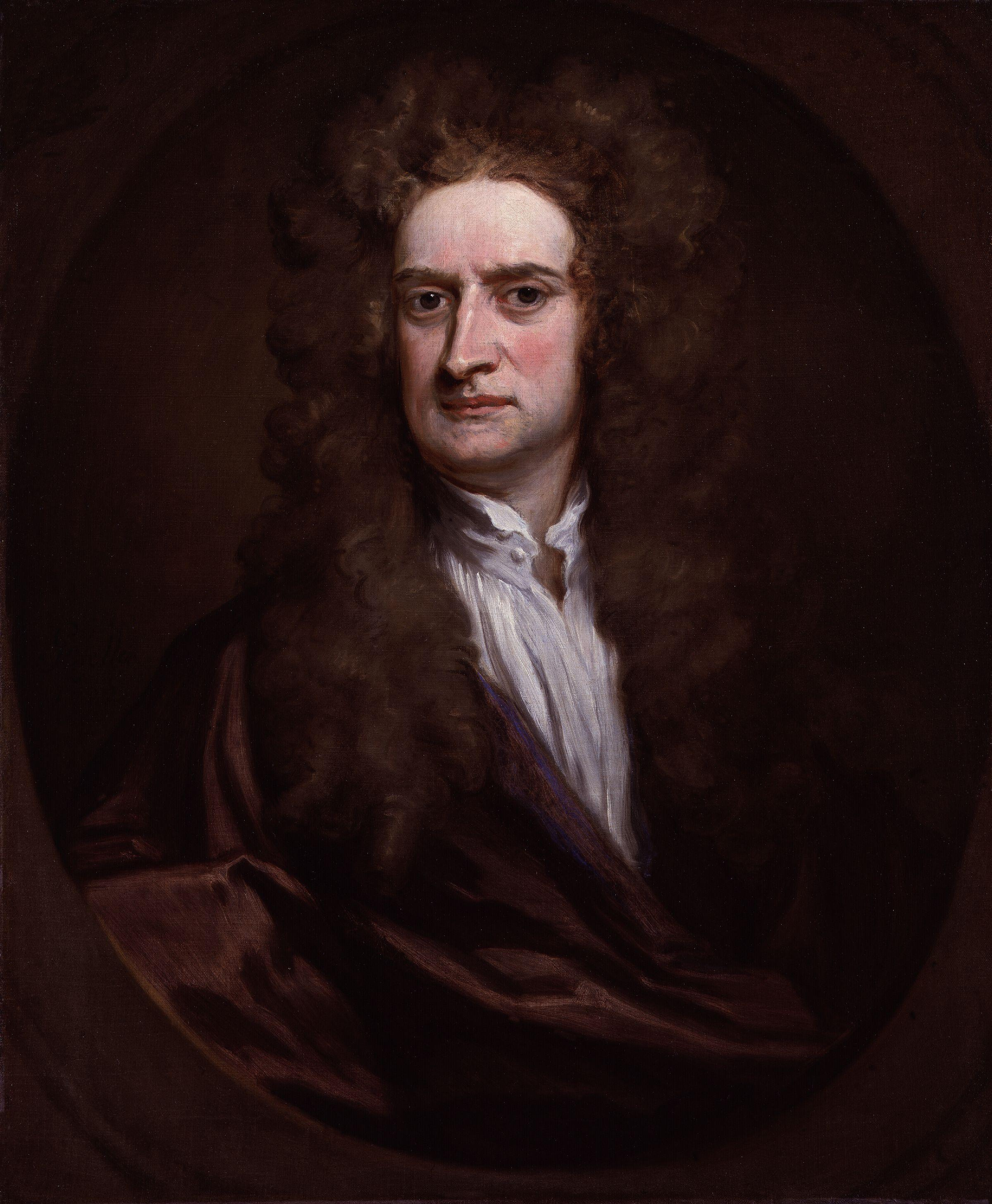
Isaac Newton

W epoce baroku nastąpił niebywały rozwój nauk przyrodniczych, określany jako rewolucja naukowa.
W dziedzinie biologii William Harvey opisał działanie układu krwionośnego, a John Ray stworzył pierwszą systematykę roślin. Dzięki mikroskopowi przełomowych odkryć dokonali również Robert Hooke, Antoni van Leeuwenhoek i Marcello Malpighi. Z kolei Robert Boyle rozpoczął erę nowoczesnej chemii.
W czasach baroku wielki krok naprzód uczyniła astronomia. Teleskop pozwolił poznać wszechświat lepiej niż kiedykolwiek. Johannes Kepler odkrył prawa rządzące ruchem planet, a Galileusz odkrył księżyce Jowisza i zjawisko bezwładności. Obaj spopularyzowali również teorię heliocentryczną. Edmund Halley odkrył ruchy własne gwiazd oraz eliptyczne orbity komet, a gdańszczanin Jan Heweliusz przeprowadził szczegółowe obserwacje Księżyca.
Najwybitniejszym fizykiem epoki był Isaac Newton, który sformułował prawo powszechnego ciążenia i trzy fundamentalne zasady dynamiki. Gabriel Fahrenheit, podobnie jak Heweliusz pochodzący z Gdańska, znacznie wzbogacił ludzką wiedzę na temat temperatury. Z kolei Christiaan Huygens dokonał przełomu w dziedzinie optyki.
Barok przyniósł również wiele nowych wynalazków. Fahrenheit stworzył pierwszy termometr rtęciowy. Athanasius Kircher skonstruował latarnię czarnoksięską, służącą do wyświetlania na ścianie powiększonych obrazów. Christian Huygens skonstruował zegary wahadłowe dokładniejsze niż kiedykolwiek wcześniej.
W dziedzinie matematyki Leibniz i Newton stworzyli niezależnie od siebie rachunek różniczkowy i całkowy, a Jakob Bernoulli – rachunek prawdopodobieństwa.
W czasach baroku narodziły się także towarzystwa naukowe, znajdujące się pod opieką monarchów. Pierwszymi były: niemiecka Leopoldina (1652), angielskie Royal Society (1662) oraz francuska Académie royale des sciences (1666).

### Teologia
Większość sztuki barokowej była zainspirowana religią. Łączy się to z ponownym rozkwitem Kościoła katolickiego, jaki odnotowuje się w czasach kontrreformacji. Jej sztandarową postacią stał się Karol Boromeusz, wielką rolę odegrali także papieże: Pius V, Grzegorz XIII, Sykstus V i Klemens VIII, a w późniejszym okresie Innocenty XI. Istotne znaczenie miała też kultura duchowa krajów protestanckich (np. Holandia) oraz katolicko-protestanckie spory teologiczne. Strona protestancka doprowadziła do rozdrobnienia nauki chrześcijańskiej poprzez mnogość interpretacji jednego ustępu Biblii, podczas gdy katolicyzm dążył do ujednolicenia wykładni wiary w oparciu o tomizm.
XVII wiek stał się czasem rozkwitu chrześcijańskiej mistyki (Ignacy Loyola, Ludwik z Grenady, Franciszek Salezy, Ludwik Maria Grignion de Montfort, Mikołaj Łęczycki), w tym również pobożności kordialnej (Małgorzata Maria Alacoque, Jan Eudes, Kasper Drużbicki). Wielkim powodzeniem cieszyła się duchowość karmelitańska, której najwybitniejszymi przedstawicielami byli Teresa od Jezusa i Jan od Krzyża.
Obok mistycznego stylu uprawiania teologii, pojawiła się również myśl ściśle związana z rozumem. Jej przedstawicielami byli jezuici. Barok jako nieoficjalny styl kontrreformacji wypracował bowiem szczególne narzędzie edukacyjne zwane ratio (łac. rozum, racja). Była nim pisemna wykładnia doktryny ortodoksyjnego chrześcijaństwa, łącząca w sobie treści teologiczne z wysublimowaną nauką retoryki literackiej. Mariaż taki miał na celu przekonanie czytelnika do słuszności katolickich tez za pomocą siły argumentów rzeczowych, odwołania się do autorytetów tak kościelnych, jak i antycznych oraz pięknej wymowy. Najsłynniejszym dziełem tego typu w Polsce było jezuickie Ratio Studiorum. Retoryka ratio z założenia służyła celom dydaktycznym, ale mocno przyczyniła się także do wytworzenia oryginalnego stylu pisania poezji w dobie pełnego baroku. Do najwybitniejszych teologów epoki zaliczali się Piotr Kanizy, Roberto Bellarmino, Jacques-Bénigne Bossuet i François Fénelon.

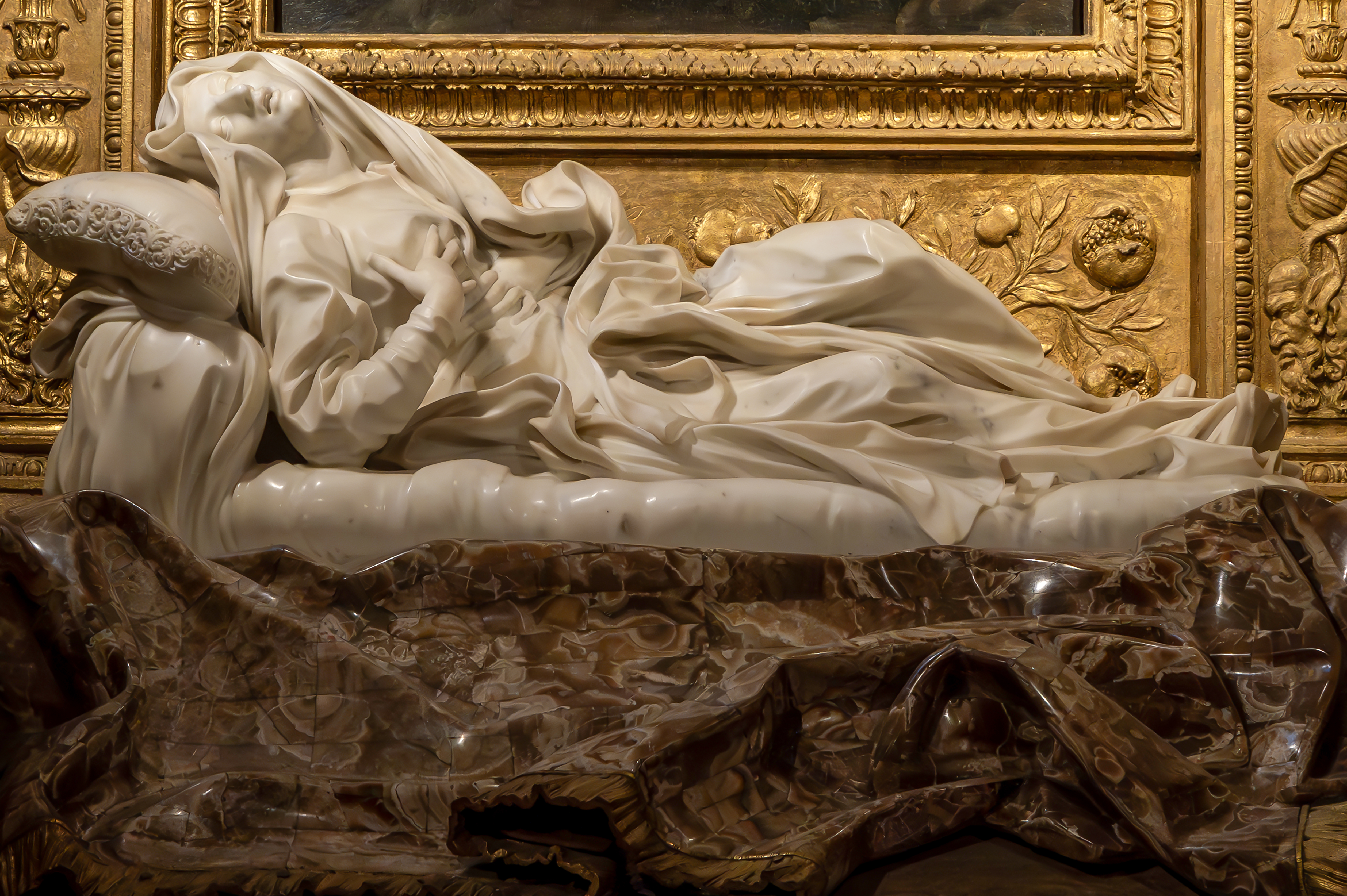
Rzeźba Błogosławionej Ludwiki Albertoni autorstwa Gian Lorenzo Berniniego reprezentuje typowo barokowe łączenie emocji z doznaniem mistycznym

W epoce baroku pojawiało się wiele elementów związanych ze śmiercią (powraca popularność średniowiecznych motywów takich jak: vanitas, danse macabre i triumfu śmierci), sądem ostatecznym i innymi elementami eschatologicznymi. Wielkim wzięciem cieszyła się ars moriendi. Rozpowszechnił się również bardzo kult św. Józefa. Żywa była pobożność maryjna, najpopularniejszym wizerunkiem stała się Immaculata (Niepokalana). Rozkwitła także pasyjność – powstały m.in. Gorzkie Żale, budowano z rozmachem kalwarie. Rozwijały się także dzieła miłosierdzia (szpitale, Wincenty a Paulo i szarytki).
Narodziły się nowe prądy w protestantyzmie, takie jak: amisze, arminianizm, baptyzm, kwakrzy i pietyzm, a także w katolicyzmie (jansenizm, kwietyzm, gallikanizm, tucjoryzm i laksyzm – wszystkie potępione). Wewnątrz katolicyzmu trwały dyskusje nt. stosunku łaski do wolnej woli, które doprowadziły do sformułowania pojęć: łaska wystarczająca oraz łaska skuteczna (molinizm, Francisco Suarez). W toku dysput między rygorystami a kazuistami wykrystalizował się także oficjalny system moralny Kościoła, początkowo w formie probabilizmu, następnie probabilioryzmu, a w końcu ekwiprobabilizmu (Alfons Maria Liguori).
Bardzo charakterystycznym elementem barokowej religijności był rozkwit misji na całym świecie, będący skutkiem wielkich odkryć geograficznych (powstanie watykańskiej kongregacji, amerykańskie redukcje). Największe zasługi położył tutaj apostoł Azji Franciszek Ksawery. Pojawiły się dążenia do akomodacji (inkulturacji), czyli przystosowania chrześcijańtwa do pozaeuropejskich kultur (Matteo Ricci w Chinach, Roberto de Nobili w Indiach). Zmieniało to pogląd na świat, Europejczycy zaczęli poznawać np. Konfucjusza. W związku z tym barok stał się również pierwszym nurtem w kulturze europejskiej, który przekroczył granice kontynentu i rozwinął się zwłaszcza w Ameryce.

### Katolicyzm sarmacki
Sarmatyzm był nurtem kultury charakterystycznym dla Rzeczypospolitej Obojga Narodów, dominującym w jej stanie szlacheckim. W okresie baroku, w wyniku kontrreformacji dominującą religią stał się ponownie katolicyzm.

## Literatura piękna

### Barok w literaturze europejskiej
Ogromne znaczenie w XVII wieku zyskała literatura hiszpańska, dla której czasy baroku stały się tzw. „Złotym Wiekiem”; bezpośrednim prekursorem pewnych tendencji nowej poezji Półwyspu Iberyjskiego był portugalski poeta Luís de Camões, autor sonetów miłosnych, w których przełamany został ideał humanistyczny („Wszystkiegom zaznał – i ciągle mnie spala żal owdowiały”). XVII wiek nie był czasem istnienia tylko jednej doktryny literackiej. W kulturze i sztuce europejskiego baroku wyróżnia się bowiem trzy współistniejące ze sobą prądy; jednym z nich jest „barok” rozumiany jako główny styl epoki, figurujący obok klasycyzmu i marinizmu.
- Marinizm i gongoryzm

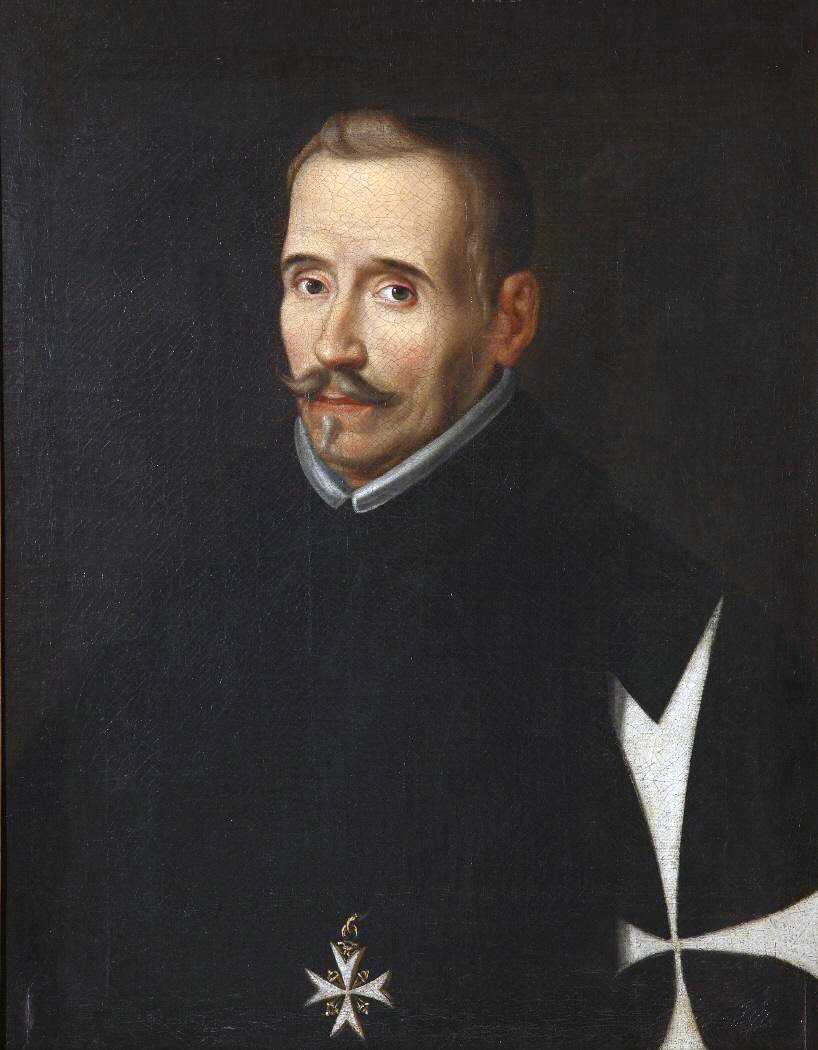
Lope de Vega

Zapanowała moda na bogatą w koncepty poezję kunsztowną: na włoskich salonach pojawił się marinizm, którego najwybitniejszym przedstawicielem był Giambattista Marino oraz hiszpański odpowiednik tego nurtu: gongoryzm, tworzony przez Luisa de Góngorę y Argote. Poeci barokowi stosowali rozbudowane strofy, długie wyliczenia, anaforę i grę słów.
- Barok

W Anglii rozwijała się poezja metafizyczna (John Donne, George Herbert, Henry Vaughan). Wielką sławę zyskał dramat hiszpański. Jego najwybitniejszymi twórcami byli Lope de Vega, Tirso de Molina i Pedro Calderón de la Barca. Na progu baroku stał ponadto Cervantes ze słynnym Don Kichotem. Największym poetą niemieckim tego okresu był związany ze Śląskiem Martin Opitz, twórca Schlesische Dichterschule. Z kolei Ivan Gundulić stworzył największe dzieło literatury chorwackiej – chrześcijańską epopeję Osman. Najwybitniejszym twórcą baroku węgierskiego był z kolei prymas Péter Pázmány, autor znakomitych kazań i traktatów.
Wzorów dla barokowej poezji miłosnej dostarczał Petrarka (mówi się nawet o petrarkizmie tych czasów). W jego ujęciu miłość do kobiety staje się drogą wiodącą ku Bogu; pełna napięć i skrajności, sprzęgnięta z cierpieniem i mrokiem, ostatecznie wskazuje na życie wieczne. Inny mistrz pisarzy barokowych, Torquato Tasso, wprowadził do poezji miłosnej zupełnie odmienne tony niż Petrarka. Bohaterka jego erotyków, Lenora, osadzona została w codzienności pełnej realistycznego szczegółu. Miłość oblubieńca podsycał wdzięk, z jakim oblubienica wykonywała zwyczajne czynności: podlewanie kwiatów bądź szycie. Przedmiotem adoracji stały się również przedmioty należące do wybranki: rękawiczka, wachlarz albo kolczyki.
- Klasycyzm

W odniesieniu do Francji mówi się o XVII-wiecznym klasycyzmie. Zalicza się do niego przede wszystkim wielkich dramaturgów, takich jak Pierre Corneille, Molière oraz Jean Baptiste Racine. Nie był to jednak klasycyzm renesansowy. Pomimo kultu rozumu i ładu, jego przedstawiciele zdawali sobie bowiem sprawę, iż droga do światła wiedzie przez mrok („poezja mrocznych jasności”).
Teoretykiem tego stylu był Nicolas Boileau, zaś punktem ogniskującym – Académie française. Barokowy klasycyzm współtworzyli również aforyści pokroju François de La Rochefoucaulda, bajkopisarz Jean de La Fontaine oraz Charles Perrault, którego opowieści pisane ku rozrywce dworzan przyjęły się współcześnie jako baśnie dla dzieci. Myśliciele XVIII wieku, skrajnie niechętni wobec baroku, wysoko cenili twórczość francuskich klasyków. Nawiązał się nawet tzw. „spór nowożytników ze starożytnikami” (querelle des anciens et des modernes), w którym jedna ze stron postulowała wyższość artystyczną dzieł Corneille’a, Racine’a i Molière’a nad autorami antycznymi. Paradoksalnie, apologia ta dotyczyła także dwóch autorów bliższych stylistyce barokowej: Ludovica Ariosta i Torquata Tassa.
Na Wyspach Brytyjskich za prekursora baroku można uznać wielkiego dramaturga Szekspira. Klasycyzm barokowy stał się domeną Johna Miltona, zwłaszcza jako autora Raju utraconego. W obrębie tego nurtu pojawiła się również poezja łacińska Macieja Kazimierza Sarbiewskiego, oparta na technice emulacji ód horacjańskich.

### Barok w literaturze polskiej
Początek baroku w literaturze polskiej umownie zwykło się datować na rok 1618, ze względu na fakt, iż w tym czasie Piotr Kochanowski ogłosił drukiem swoją parafrazę eposu Torquato Tassa, Jerozolima wyzwolona. Pomimo tak ściśle określonej cezury, znamiona „nowej poezji” widoczne były już u niektórych twórców renesansowych. Za prekursora baroku uznaje się Jana Kochanowskiego. Jego Treny ukazały poważne zachwianie renesansowej wizji kosmosu, choć bowiem optymistyczna wiara w harmonię wszechświata zostaje w nich ocalona, to objawia się ona we śnie, jako kwestia wiary i nadziei; poeta czarnoleski wprowadza ponadto poetykę niepokoju, eliptycznych sformułowań, niejasności. Bardziej bezpośrednią zapowiedzią przełomu stały się jednak wiersze religijne dwóch twórców:
- Sebastiana Grabowieckiego
- Mikołaja Sępa Szarzyńskiego.

Niejednokrotnie inspirowała się ona alegorycznymi interpretacjami klasycznych dzieł, jak np. Jerozolima wyzwolona, w której wątki erotyczne tłumaczono wedle symboliki religijnej. Poezję „światowych rozkoszy” współtworzyli Hieronim Morsztyn oraz Kasper Twardowski. Znamienna dla ludzi epoki jest biografia tego drugiego: początkowo twórca zakazanej przez Kościół „ars amandi”, Lekcyje Kupidynowe, nawrócił się i do końca życia pokutował, tworząc przy tym poematy mistyczno-ascetyczne. Nurt dworski dojrzałego baroku reprezentował Jan Andrzej Morsztyn. Ważnym poetą nurtu ziemiańskiego był Zbigniew Morsztyn, zaś w kręgu sarmackim – Wespazjan Kochowski i Wacław Potocki (jeden z najpłodniejszych twórców epoki, autor około trzystu tysięcy wersów). Twórcami romansów byli Stanisław Herakliusz Lubomirski i Samuel ze Skrzypny Twardowski. Zdaniem Sante Graciottiego szczególną rolę pełnił w polskiej literaturze barokowej nurt pastoralny, stanowiąc pomost między renesansem a oświeceniem. Istotne okazały się tu wpływy włoskie. To właśnie w XVII wieku w Polsce pojawiła się pastorałka, połączenie bożonarodzeniowej treści z idylliczną formą, rozwinęła się również tradycja kolędowa wraz z charakterystycznym „słodkim stylem” (Stanisław Grochowski). Za ostatniego wielkiego poetę polskiego baroku uważa się Józefa Bakę.

## Barok w sztuce

### Architektura
Cechy szczególne baroku są najlepiej widoczne na przykładzie architektury. Najwspanialszymi budowlami były wówczas kościoły i pałace. Bardzo okazałe bywały również klasztory i kamienice. Wtedy właśnie powstały pierwsze wielkie założenia urbanistyczne: Londyn, Petersburg, Rzym, Wersal. Zainteresowano się nie tylko samymi budynkami, ale również ich otoczeniem (barokowy styl ogrodowy). Aby wzmocnić efekt, łączono w jedną całość architekturę, rzeźbę i malarstwo, a także muzykę, strój i ceremoniał. Wprowadzono iluzjonizm, który sprawiał, że budowle wydawały się jeszcze wspanialsze niż były. Tworzono oryginalne fasady i rzuty (owalne, podłużne, centralno-podłużne, wieloboczne).
Budowle tworzono na planie krzyża, a w bocznych nawach połączonych z główną nawą półkolistymi gzymsami, widniały liczne kapliczki.
Prekursorami nowego stylu w architekturze byli żyjący w drugiej połowie XVI wieku Włosi: Jacopo Barozzi da Vignola, Domenico Fontana (był on Tesyńczykiem, lecz działał we Włoszech), Michał Anioł i Giacomo della Porta. Za pierwowzór barokowej świątyni uważa się kościół Il Gesù w Rzymie – główną siedzibę jezuitów.
W XVII wieku barok zatriumfował w większej części Europy. W Italii, która nadal wiodła prym, jego największymi mistrzami byli: stosujący spokojne formy Giovanni Lorenzo Bernini i pełen fantazji Francesco Borromini; obaj działali w Rzymie w połowie stulecia. Wielką rolę odegrali również Guarino Guarini (Turyn), Filippo Juvara (różne kraje Europy), Baldassare Longhena (Wenecja), Carlo Maderno (Rzym) i Carlo Rainaldi (Rzym). Pomnikowym dziełem baroku jest bazylika św. Piotra na Watykanie (zaczęta jeszcze w okresie renesansu) wraz z baldachimem, cathedra Petri i kolumnadą (wszystkie autorstwa Berniniego).

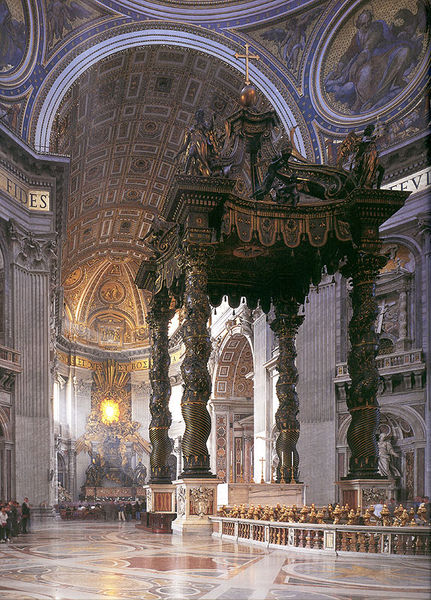
Baldachim Berniniego w bazylice na Watykanie (w tle cathedra Petri)

W XVIII stuleciu nastąpił niebywały rozkwit architektury w krajach niemieckich: Austrii, Czechach, Śląsku, Bawarii, Saksonii, Prusach. Największą sławę zyskali Johann Bernhard Fischer von Erlach (kościół św. Karola Boromeusza w Wiedniu, rezydencje cesarskie Schönbrunn i Hofburg) oraz Balthasar Neumann (pałac w Würzburgu, kościół w Vierzehnheiligen). Obok nich wyróżniły się takie indywidualności jak Kilian Ignaz Dientzenhofer (Praga), Johann Lucas von Hildebrandt (Belweder w Wiedniu), Georg Wenzeslaus von Knobelsdorff (pałace Sanssouci i Charlottenburg), Matthäus Daniel Pöppelmann (Zwinger), Jacob Prandauer (opactwo w Melk) i Dominikus Zimmermann (kościół pielgrzymkowy w Wies).
Francja i Anglia upodobały sobie bardziej klasyczny styl. We Francji najwybitniejszymi architektami byli Jules Hardouin-Mansart, François Mansart i Louis Le Vau, a najsłynniejszą budowlą – pałac w Wersalu. Powstał tam również barokowy styl ogrodowy (André Le Nôtre) oraz plan pałacu między dziedzińcem a ogrodem. W Anglii zasłynęli przede wszystkim Christopher Wren i Inigo Jones, którzy odbudowali Londyn po wielkim pożarze.
W Hiszpanii uformowała się niezwykle ozdobna odmiana baroku – churrigueryzm. Barok był popularny również w Portugalii. W ich koloniach w Ameryce i na Filipinach przybrał on oryginalną postać, dostosowaną do miejscowych warunków.
Nowy styl zyskał wielką popularność w Rzeczypospolitej Obojga Narodów, gdzie trwał aż do końca XVIII wieku. Z kolei Skandynawia i Niderlandy dystansowały się od papieskiego baroku, stosując formy bardziej palladiańskie.
Barok przeniknął do Rosji za czasów Piotra Wielkiego, dla którego Bartolomeo Rastrelli i Domenico Trezzini wybudowali Sankt Petersburg – nową stolicę, która miała przyćmić wszystkie inne miasta świata.

### Rzeźba

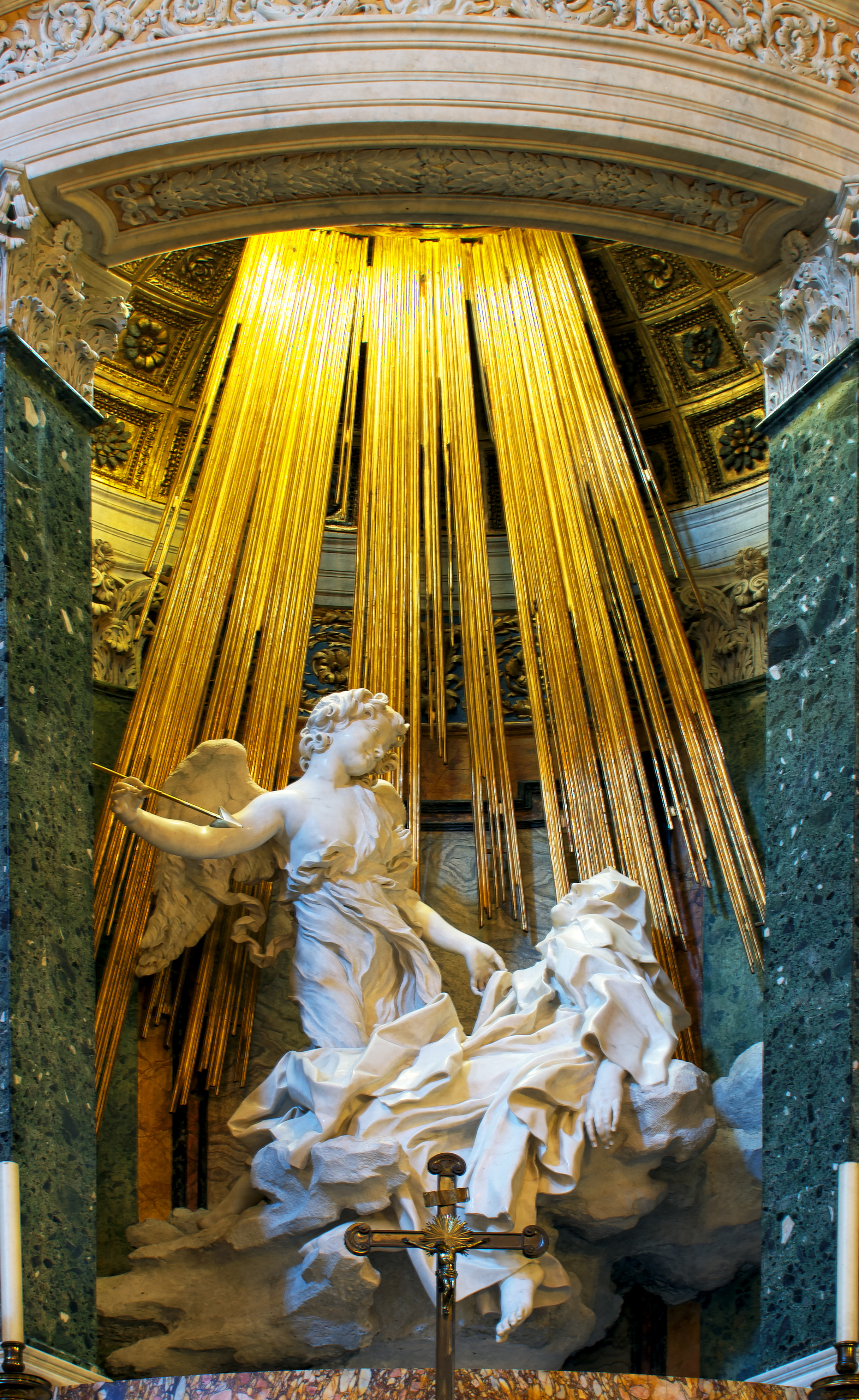
Ekstaza świętej Teresy Berniniego

Wzorem dla rzeźby barokowej była rzeźba antyczna. Rzeźba barokowa wyróżniała się swoją siłą ekspresji. Była wykonywana w marmurze, drewnie, brązie i stiuku. Często tworzono figury monumentalne i kompozycje wielopostaciowe. Ich forma była często spiralna, co nadawało im jeszcze więcej lekkości i dynamizmu. Tworzono liczne dekoracje kościołów i pałaców, pomniki i nagrobki. Łączono rzeźbę z architekturą, malarstwem i fontannami, stosowano grę świateł.
Prekursorami nowego stylu byli żyjący w XVI wieku Włosi: Baccio Bandinelli, Benvenuto Cellini, Giambologna i Michał Anioł. W dojrzałym okresie jego największym mistrzem był Giovanni Lorenzo Bernini. Wybitnymi artystami byli również:
- we Włoszech: Alessandro Algardi
- we Francji: Antoine Coysevox, François Girardon i Pierre Puget
- w Hiszpanii: Alonso Cano, Juan Martínez Montañés i Gregorio Fernández
- w Niderlandach: François Duquesnoy i Adriaen de Vries
- w Niemczech: Egid Quirin Asam, Ferdynand Maksymilian Brokoff, Ignaz Günther, Balthasar Permoser i Andreas Schlüter (pochodzący prawdopodobnie z Gdańska)

### Malarstwo

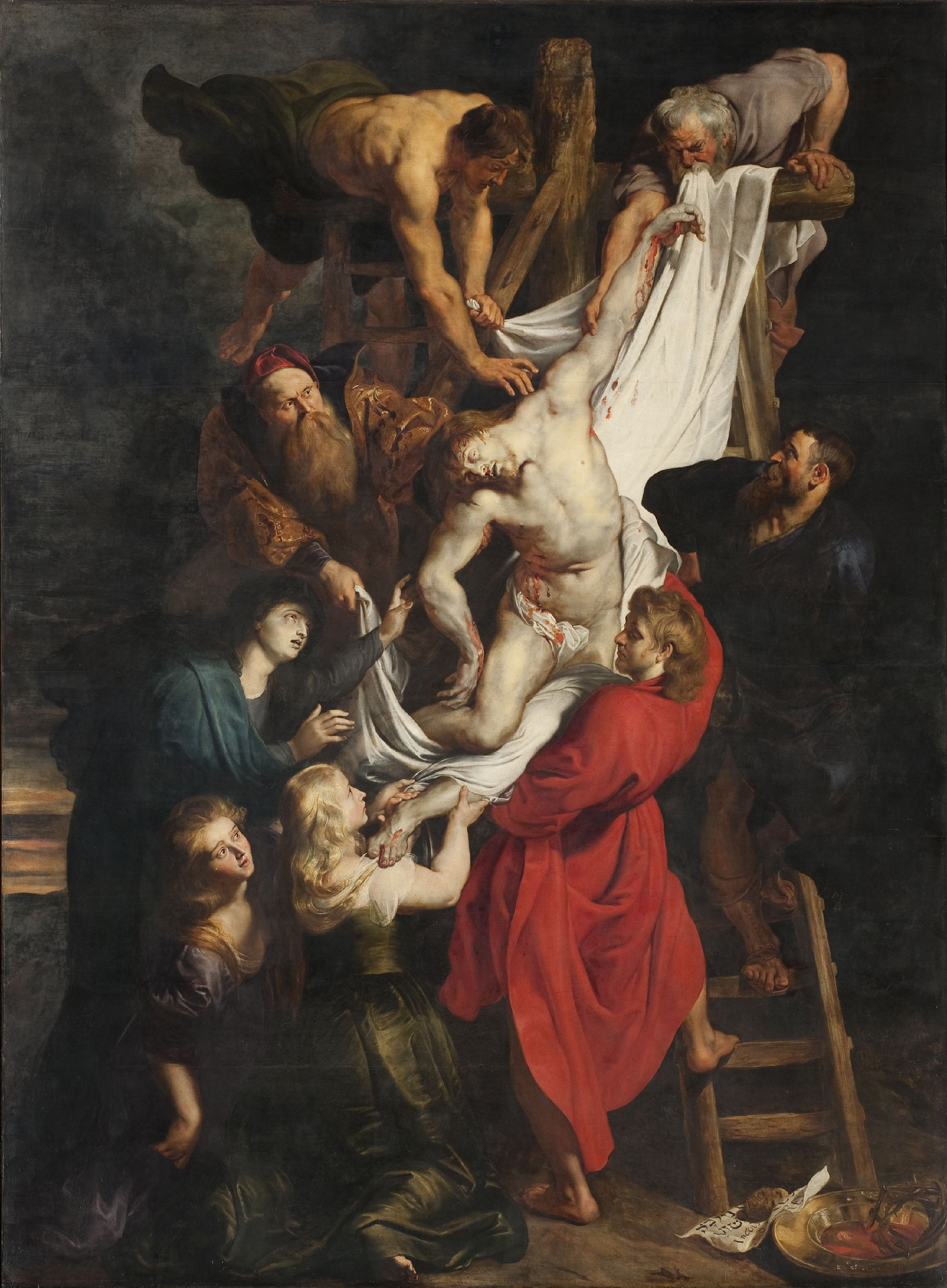
Zdjęcie z krzyża Rubensa

Malarze baroku podejmowali najczęściej tematykę religijną, mitologiczną, alegoryczną, historyczną i portretową. Popularność zaczęły zdobywać pejzaże, sceny rodzajowe i martwe natury. Stosowano chętnie światłocień, bogatą symbolikę i efektowny iluzjonizm.
Podwaliny pod nowy styl w malarstwie położyli artyści włoscy XVI wieku: Michał Anioł, Tintoretto, Tycjan i Paolo Veronese. W czasach dojrzałego Baroku najważniejszym ośrodkiem malarstwa pozostała Italia. Jej największą indywidualnością był Caravaggio. Oprócz niego sławę zyskali Pietro da Cortona, Domenichino, Artemisia Gentileschi, Luca Giordano, Guercino, Giovanni Battista Piazzetta, Andrea Pozzo, Guido Reni i Giovanni Battista Tiepolo. Szczególne miejsce zajmuje rodzina Carraccich, która położyła fundamenty pod eklektyzm i akademizm.
W Hiszpanii barok był złotym wiekiem malarstwa. Największe uznanie zyskał Diego Velázquez, a także Bartolomé Esteban Murillo, José de Ribera, Juan de Valdés Leal i Francisco de Zurbarán. Malowali oni najczęściej utrzymane w mistycznym klimacie obrazy religijne, a także sceny rodzajowe. Na polu malarstwa zasłużyła się Flandria, gdzie oprócz Rubensa tworzyli również tacy mistrzowie jak Antoon van Dyck i Jacob Jordaens, a także sąsiednia Holandia, która wydała nie tylko Rembrandta, ale również Fransa Halsa i Jana Vermeera.
Ważnym ośrodkiem była też Francja, gdzie wybitnych osiągnięć dokonali Charles Le Brun (twórca stylu Ludwika XIV), Claude Lorrain (wybitny autor pejzaży), Nicolas Poussin (zwiastun klasycyzmu), Hyacinthe Rigaud (słynny portrecista) i Antoine Watteau (prekursor rokoka). W krajach niemieckich kwitło malarstwo ścienne, tworzone najczęściej w kościołach. Jednym z jego najwybitniejszych twórców był Cosmas Damian Asam.

### Teatr
Barok uważany jest za epokę teatru. W widowiskach starano się używać efektów psychologicznych i łączyć różne dziedziny sztuki (muzyka, sztuki plastyczne), tak aby osiągnąć jak największy wpływ na widza. Pojawiło się wiele nowych rozwiązań. Czołowe znaczenie miał teatr hiszpański (Lope de Vega, Pedro Calderón de la Barca, Tirso de Molina) oraz francuski (Pierre Corneille, Molière, Jean Baptiste Racine). W dekoracji teatralnej główną rolę odegrała włoska rodzina Galli da Bibiena.

## Barok w muzyce

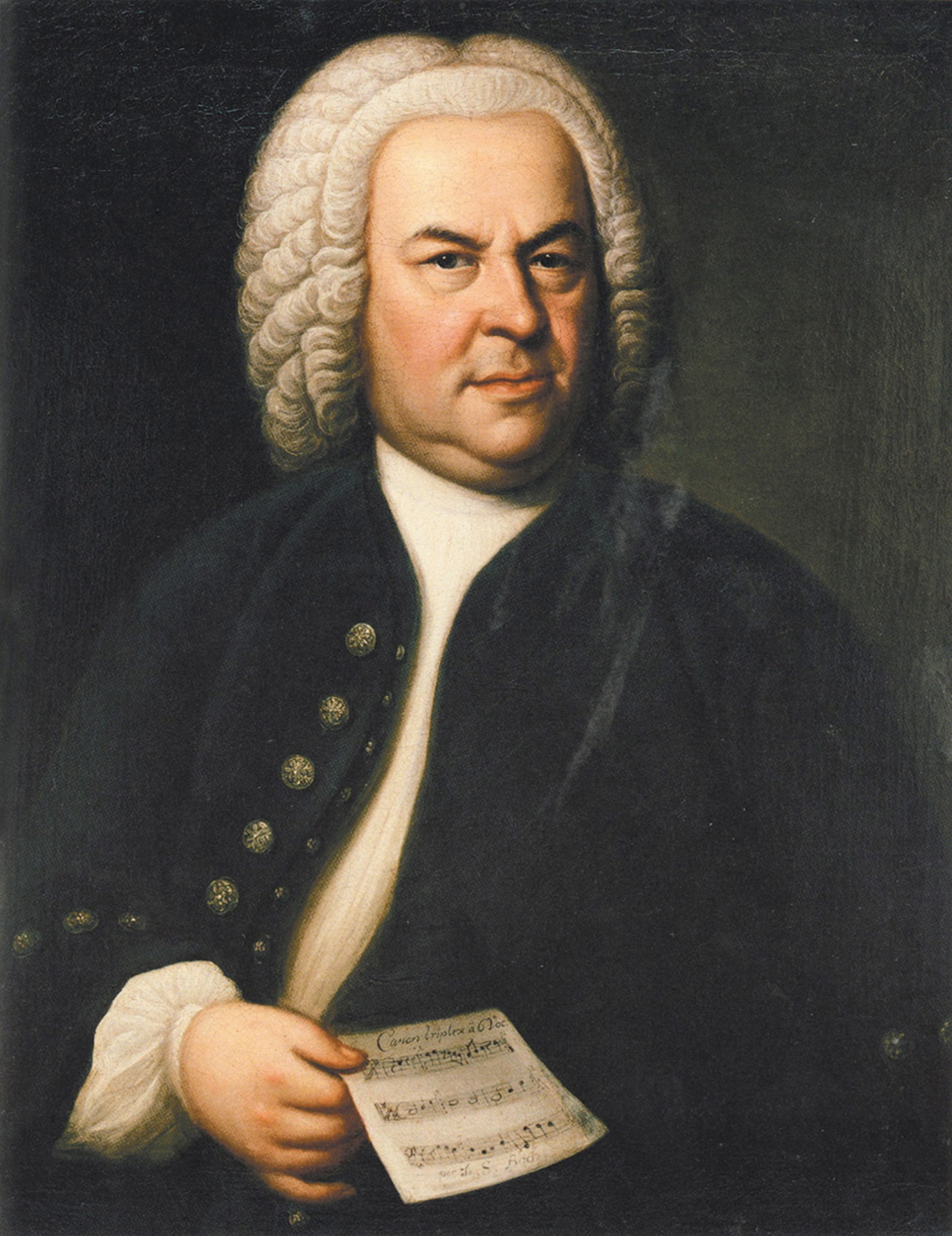
Johann Sebastian Bach

W okresie baroku w muzyce dokonał się ogromny przełom. Rozkwitła muzyka świecka, instrumentalna (zwłaszcza smyczkowa i organowa), opera, oratorium i kantata. Korzystano chętnie z różnorodnych środków wyrazu i posługiwano się bogatą stylistyką. Wynaleziono takie formy muzyczne, jak sonata, koncert i uwertura.
Trzema największymi kompozytorami baroku byli:
- Johann Sebastian Bach;
- Georg Friedrich Händel;
- Antonio Vivaldi.

W historii muzyki trwale zapisali się również:
- Włosi: Tomaso Albinoni (nowatorskie utwory na różne instrumenty), Giacomo Carissimi (oratoria), Arcangelo Corelli (concerti grossi), Claudio Monteverdi (prekursor stylu), Giovanni Battista Pergolesi (opery), Alessandro Scarlatti (opery) i Domenico Scarlatti (sonaty);
- Niemcy: rodzina Bachów, Johann Pachelbel (kompozycje organowe), Heinrich Schütz (Symphoniae sacrae) i Georg Philipp Telemann (najpłodniejszy i najbardziej wszechstronny);
- Francuzi: François Couperin, Marc-Antoine Charpentier, Jean-Baptiste Lully i Jean-Philippe Rameau (utwory dramatyczne, klawesynowe, religijne);
- Anglik Henry Purcell (opera narodowa Dydona i Eneasz).

## Zmierzch baroku
Do kryzysu kultury barokowej przyczynił się również rozwój myśli laickiej, stawiającej opór dogmatom religijnym.